# 유기홍 (자전거 경기 선수)
유기홍(1988년 3월 24일 ~ )은 대한민국의 자전거 경기 선수이다. 금산인삼첼로 팀 소속이다.